# Hagen, Moselle
Hagen är en kommun i departementet Moselle i regionen Grand Est (tidigare regionen Lorraine) i nordöstra Frankrike. Kommunen ligger i kantonen Cattenom som tillhör arrondissementet Thionville-Est. År 2022 hade Hagen 369 invånare.

## Befolkningsutveckling
Antalet invånare i kommunen Hagen
| Referens: INSEE |